# Aeschynanthus lepidospermus
Aeschynanthus lepidospermus är en tvåhjärtbladig växtart som beskrevs av Charles Baron Clarke. Aeschynanthus lepidospermus ingår i släktet Aeschynanthus och familjen Gesneriaceae. Inga underarter finns listade i Catalogue of Life.